# Lady, Lady
«Lady, Lady» es un sencillo publicado por el grupo español Bravo, de su disco homónimo, en 1984. Fue compuesta por Miguel Blasco con letra de Amaia Saizar, miembro del grupo.

## Descripción
Esta canción fue seleccionada por TVE para representar a España en el Festival de la Canción de Eurovisión 1984 en Luxemburgo. El año anterior TVE había obtenido cero puntos en el certamen. La interpretación fue finalizada con una gran ovación. Finalmente obtuvo la tercera posición con 106 votos. Ha sido la mejor clasificación de TVE en la década de los ochenta.
La canción fue un éxito en España pero, sobre todo, en Alemania Occidental y numerosos países de Hispanoamérica.[cita requerida]
A pesar de este hit, Bravo se disolvió al año siguiente continuando sus carreras por separado.

## Posicionamiento

### Semanales
| País    | Lista          | Primera semana     | Posición de ingreso | Mejor posición | Semanas en la mejor posición | Semanas en la lista | Última semana       | Ref.  |
| ------- | -------------- | ------------------ | ------------------- | -------------- | ---------------------------- | ------------------- | ------------------- | ----- |
| Bélgica | Top 40 Singles | 26 de mayo de 1984 | 35                  | 35             | 1                            | 1                   | 26 de mayo de 1984  | [ 1 ] |
| España  | Top 10 Singles | 26 de mayo de 1984 | 8                   | 6              | 2                            | 6                   | 12 de julio de 1984 | [ 2 ] |

## Versiones
Interpretado por la presentadora de televisión Rocío Madrid imitando a Amaya Saizar en el talent show de Antena 3 Tu cara me suena, emitido el 14 de febrero de 2020.
| Predecesor: ¿Quién maneja mi barca? Remedios Amaya | España en el Festival de Eurovisión 1984 | Sucesor: La fiesta terminó Paloma San Basilio |